# Ліпя-Ґура (Поморське воєводство)
Ліпя-Ґура (пол. Lipia Góra, нім. Lindenberg) — село в Польщі, у гміні Можещин Тчевського повіту Поморського воєводства.
Населення — 298 осіб (2011).
У 1975-1998 роках село належало до Гданського воєводства.

## Демографія
Демографічна структура станом на 31 березня 2011 року:
|          | Загалом | Допрацездатний вік | Працездатний вік | Постпрацездатний вік |
| -------- | ------- | ------------------ | ---------------- | -------------------- |
| Чоловіки | 145     | 36                 | 100              | 9                    |
| Жінки    | 153     | 41                 | 91               | 21                   |
| Разом    | 298     | 77                 | 191              | 30                   |